# 春日権現
春日権現（かすがごんげん）は神仏習合の神であり、不空羂索観音・薬師如来・地蔵菩薩・十一面観音を本地仏とする。春日大明神とも呼ばれた。神仏分離・廃仏毀釈が行われる以前は、春日社（現在の春日大社）などで祀られた。

## 概要
春日社は四柱の神（タケミカヅチ・経津主神・天児屋命・比売神）を祀っており、なかでも天児屋命は藤原氏（正確には中臣氏）の祖神であった。神仏習合が進展するとともに、長岡京とそれに続く平安京への遷都によって藤原氏の政治的影響力の中心舞台が奈良から京都へと移ると、藤原氏の氏寺であった興福寺が春日社の神宮寺（別当）として強い影響力を発揮し、春日社を事実上の支配下に置いて寺領とした。1018年（寛仁2年）からは春日社では興福寺の社僧が法華八講の法会を始めるなど仏教色が強くなり、仏法守護国家鎮護の為に、鹿島大明神（タケミカヅチ）と香取大明神（経津主神）が御蓋山（三笠山）に遷座したとされた。それに伴って本地垂迹に基づいて、祭神は権現としても信仰されるようになった。
|            | 旧称 | 本地         |
| ---------- | ---- | ------------ |
| 春日大明神 | 一殿 | 不空羂索観音 |
| 春日大明神 | 二殿 | 薬師如来     |
| 春日大明神 | 三殿 | 地蔵菩薩     |
| 春日大明神 | 四殿 | 十一面観音   |

但し、貞慶は、一殿を釈迦如来と見なしていた。
本殿以外の摂社・末社にも本地垂迹は適用された。
| 旧称     | 本地       |
| -------- | ---------- |
| 若宮     | 文殊菩薩   |
| 三十八所 | 弥勒菩薩   |
| 榎本     | 毘沙門天   |
| 紀社     | 虚空蔵菩薩 |
| 一言主   | 不動明王   |
| 祓戸     | 阿弥陀如来 |

春日権現霊験記では、法相宗の教学である唯識論を学ぶ者は、春日権現によって守護されると説かれた。春日曼荼羅も盛んに作られ、その多くに本殿（一殿から四殿）や若宮等の本地仏が描かれた。
- 春日宮曼荼羅（南北朝時代）
 南面する春日社本殿に四所明神（一殿から四殿）と若宮の本地仏が描かれている。背景は春日山。
- 祭神と本地を対応させた春日曼荼羅。
上段が一宮。下段が左から榎本社、紀社、三十八所、四宮、二宮、三宮、若宮、水谷社、一言主社。

### 神仏習合と分離
明治維新による神仏分離・廃仏毀釈によって、春日権現は廃された。経済状況の悪化から、興福寺の僧侶の多くは還俗して春日社の神職に移るとともに、興福寺の寺領は明治政府によって没収され、春日社は興福寺から分離して春日神社（現在の春日大社）となった。